# World Wide Web Consortium

Logotyp för Word Wide Web Consortium.

W3C, World Wide Web Consortium, är ett industrikonsortium grundat år 1994 med över 500 medlemmar från ledande industrier, forsknings- och utvecklingsinstitut, standardiseringsorgan och regeringar samt EU. Dessa finansierar verksamheten tillsammans med statliga bidrag. W3C arbetar med att utveckla tekniska protokoll, standarder och programvara för webben med målet att genom ett öppet samarbete leda Internet till dess fulla potential. Tillsammans med INRIA har de även utvecklat webbläsaren och HTML-redigeringsprogrammet Amaya.

## Historia

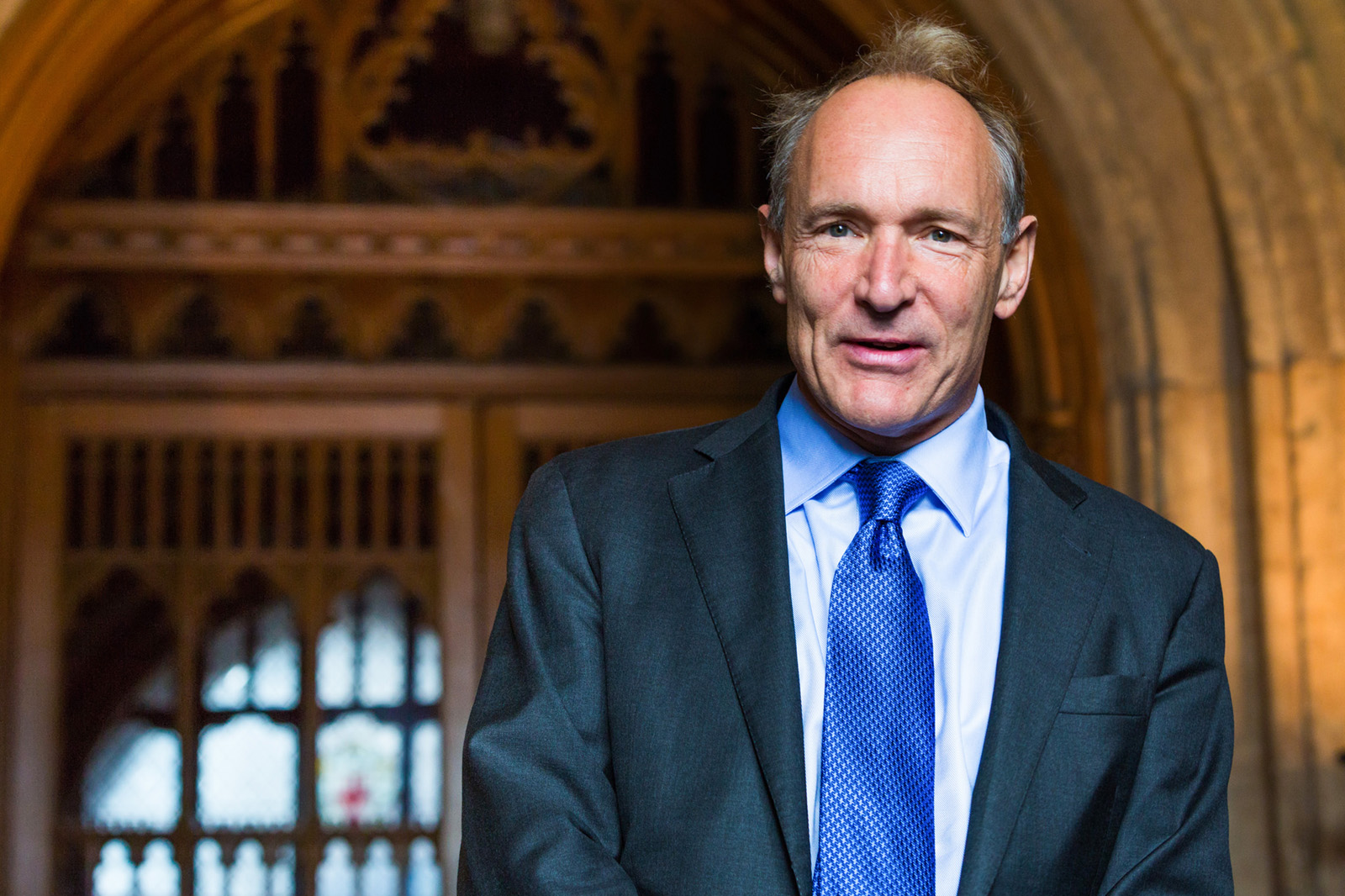
Tim Berners-Lee grundade W3C 1994 och är fortfarande chef för organisationen.

1989 arbetade engelsmannen Tim Berners-Lee på CERN i Schweiz och uppfann där World Wide Web - ett system för att länka samman dokument och webbsidor via Internet. Han utvecklade också den första webbservern, den första webbläsaren och den första versionen av märkesspråket HTML. Fem år senare, 1994, grundade Berners-Lee World Wide Web Consortium på Massachusetts Institute of Technology i USA.

## Administration
W3C:s huvudkontor ligger i Boston i anslutning till Massachusetts Institute of Technology. Ett annat kontor finns vid INRIA i Frankrike, närmare bestämt vid teknologiparken Sophia Antipolis sydväst om Nice.
Chef för W3C är sedan starten Tim Berners-Lee, som uppfann webben då han verkade vid CERN.
W3C har också världskontor på sexton platser i världen som täcker Australien, Benelux-länderna, Finland, Grekland, Kina, Indien, Irland, Israel, Italien, Japan, Sydkorea, Marocko, Sydafrika, Storbritannien, Spanien, Sverige, Tyskland med Österrike, samt Ungern. Svenska W3C har sitt kontor på SICS i Kista. De ger ut ett nyhetsbrev och samordnar aktiviteter bland de svenska medlemmarna i W3C.

## Några W3C-standarder
- CSS – Cascading Style Sheets
- HTML – HyperText Markup Language
- MathML – Mathematical Markup Language
- RDF – Resource Description Framework
- SMIL – Synchronized Multimedia Integration Language
- SOAP – Simple Object Access Protocol
- SVG – Scalable Vector Graphics
- UDDI – Universal Description, Discovery and Integration
- WSDL – Web Services Description Language
- XHTML – eXtensible HyperText Markup Language
- XML – eXtensible Markup Language

## W3C:s arbetsgrupper
- WAI – Web Accessibility Initiative. En arbetsgrupp som arbetar för att ge individer med funktionsnedsättning ökad tillgänglighet till webben.
- CSS Working Group
- HTML Working Group
- XHTML Working Group
- XML Working Group

Sammanlagt har konsortiet 47 enskilda arbetsgrupper.